# Jane Eyre
Jane Eyre és la primera novel·la publicada per Charlotte Brontë, el 16 d'octubre de 1847 i retrata les aventures amoroses de la protagonista en l'asfixiant patriarcat victorià.

## Argument
La novel·la explica la història, comuna a la seva posterior novel·la Villette, d'una jove que ha de lluitar per sobreviure i la seva posterior realització sense ajuda de diners, la família o el privilegi de classe. L'òrfena Jane està atrapada entre dos impulsos amb freqüència contradictoris. Per un costat, és estoica, modesta i abnegada; per l'altre, és una persona apassionada, independent, disconforme i rebel davant la injustícia que sembla trobar pertot arreu. De nena, Jane Eyre pateix primer com a pupil·la de la seva tia, la rica senyora Reed i la seva abusiva família, després sota el règim cruel i opressiu de l'escola Lowood, on finalment l'envia la seva tia. Com a jove institutriu de Thornfield Hall, les qüestions de classe frustren el seu camí cap al veritable amor amb el senyor Rochester, amb qui ha forjat una profunda relació mentre cuida la seva filla il·legítima.
No obstant això, la classe és menys una barrera a la seva unió –i en qualsevol cas, els dos personatges menyspreen els seus dictats- que el fet que ell ja tingui esposa. Es tracta de la infame boja tancada a les golfes (la criolla Bertha Mason, de Jamaica, la història de la qual ha estat imaginativament reconstruïda per Jean Rhys en Wide Sargasso Sea). La situació de Bertha s'ha vist com a contrapunt de la de Jane, a més de plantejar preguntes sobre la representació de les dones en les novel·les del segle xix. Jane Eyre abandona la casa i busca feina com a mestra, però torna al cap del temps i es troba l'antic enamorat cec i sol després que la mansió hagi cremat fins als fonaments. El seu amor la porta a cuidar-lo la resta de la seva vida.

## Traduccions al català
- Brontë, Charlotte. Jane Eyre, traducció de Maria Dolors Ventós. Barcelona: Edicions Proa, 1992.[2]
- Brontë, Charlotte. Jane Eyre, traducció de Jordi Arbonès i Montull. Barcelona: Columna edicions, 2001.[2]
- Brontë, Charlotte. Jane Eyre, traducció de Marta Pera Cucurell. Barcelona: Viena Edicions, 2022.[3][2]

## Adaptacions cinematogràfiques
- 1934: Pel·lícula de Christy Cabanne, amb Virginia Bruce i Colin Clive.
- 1943: Pel·lícula de Robert Stevenson, amb Joan Fontaine i Orson Welles.
- 1970: Pel·lícula de Delbert Mann, amb Susannah York i George C. Scott.
- 1996: Pel·lícula de Franco Zeffirelli, amb Anna Paquin, Charlotte Gainsbourg i William Hurt.
- 1997: Pel·lícula de Robert Young, amb Samantha Morton i Ciaran Hinds.
- 2011: Pel·lícula de Cary Fukunaga, amb Mia Wasikowska i Michael Fassbender.